# Ovella d'Artà
L'ovella d'Artà és una raça extinta autòctona de les muntanyes d'Artà i Capdepera (Mallorca), que encara era abundant a final del segle xix, fou citada i dibuixada per l'Arxiduc Lluís Salvador a la seva obra Die Balearen, aleshores (1880), va xifrar la seva població a 23.000 exemplars.
L'arxiduc la defineix com una ovella procedent d'una raça antiga, molt estesa a l'illa en temps dels moros, extremadament petita, de mida semblant a un anyell acabat de néixer, però amb les potes menys desproporcionades; de color blanc excepte el morro obscur, amb dues ratxes laterals des del front fins a la boca, el morro sobresortint respecte del nas i d'orelles petites i orientades cap als costats